# Tatort: Liebe, Sex, Tod
Liebe, Sex, Tod ist ein Fernsehfilm aus der Krimireihe Tatort. Der vom Bayerischen Rundfunk produzierte Beitrag wurde am 6. April 1997 im Ersten Programm der ARD erstgesendet. Es ist der 16. Fall des Ermittler-Teams Ivo Batic und Franz Leitmayr und die 356. Tatortfolge.

## Handlung
Die verstümmelte Leiche des Streifenpolizisten Felix Rust wird an einem Speichersee gefunden. Batic, Leitmayr und Menzinger sehen sich zunächst in dessen Wohnung um und finden jede Menge vorbereitete Strafzettel, Sexvideos und eine Kamera, die auf seine Nachbarschaft gerichtet ist. Die besteht zum großen Teil aus Prostituierten, mit denen er sich öfter verabredet zu haben scheint. Eine Telefonnummer, das Wort „Cocoon“ und eine Annonce, die auf ein Blind-Date hinweist, sind weitere Auffälligkeiten. Batic und Leitmayr nutzen den Blind-Date-Termin, um sich die Frauen anzusehen, die sich auf Rusts Kontaktanzeige gemeldet haben. Die Ermittlungen im Umfeld der Einsamen und Partnersuchenden bringt allerdings nicht den erhofften Erfolg. Doch bei weiteren Recherchen der nächsten Tage begegnen ihnen einige der dort vorstellig gewordenen Damen wieder. Eine davon ist Ira Berg. Sie arbeitet in einer Videothek, in der sich Rust regelmäßig Sexvideos ausgeliehen hat. An sie sind viele der in Rusts Wohnung aufgefundenen Strafzettel gerichtet. Ganz offensichtlich hat er mit scheinbar übertriebenem Pflichtgefühl zahlreiche Strafzettel verteilt. Vorzugsweise an hübsche Frauen, von denen er sich dann mit Sexdiensten bezahlen ließ, um die Strafzettel nicht weiterzuleiten. Als Leitmayr Ira Berg befragen will, ergreift sie zunächst die Flucht. Sie kann später aber ein Alibi für die Tatzeit nachweisen, ebenso wie die Spielwarenverkäuferin Judith Homann, die ebenfalls in den Kreis der Verdächtigen gerückt war und auch auf Rusts Kontaktanzeige geantwortet hatte.
Überraschend tauchen plötzlich in Rusts Wohnung zwei kostümierte Damen auf, um einen verabredeten „Freundschaftsdienst“ abzuleisten. Die Mitteilung, dass Rust tot ist, schockiert sie, und sie geben an, dass ihre Dienste nur zur Stimulation ihrer Klienten dienen sollen und es nie zum Vollzug käme. Auf die Frage nach „Cocoon“ meinen sie, dass sie die Schärfste von ihnen sei.
Die ominöse Telefonnummer in Rusts Wohnung gehört zu einem Sexclub, in dem vorwiegend Mitglieder aus höheren gesellschaftlichen Kreisen zu finden sind. Einfache Polizisten wie Rust gehören eigentlich nicht dazu. Eines der Mitglieder dort ist Dr. Seebaum-Lang, ein Psychoanalytiker und Sexualtherapeut, der häufig Vorträge und Flirtkurse gibt. Nachweislich hat er auch Judith Homanns Bruder Lukas nach einem Suizidversuch therapiert. Batic und Leitmayr sehen sich in dem Club und unter deren Mitgliedern um. Dr. Seebaum-Lang ist darüber nicht sehr erfreut und auch Ira Berg ist dort zu finden. Offensichtlich lebt sie in einer Fantasiewelt, ähnlich wie in ihren Videos.
Nachdem ein Spielzeugvertreter, der wiederholt versucht hat, Judith Homann den Hof zu machen, erstochen in seinem Hotelzimmer gefunden wird, gibt ein Zimmermädchen an, eine verdächtige Frau auf dem Flur gesehen zu haben. Sie erkennt diese auf einem Foto und es ist: Ira Berg, die nun auf der Flucht ist. Gleichzeitig ergeben sich Hinweise auf Lukas Homann, der möglicherweise seine Schwester vor den Zudringlichkeiten des Vertreters schützen wollte. Doch finden die Kommissare heraus, dass Judith Homann vor Jahren verschwand, und als in dem Speichersee, an dem Rust getötet wurde, ihre mumifizierte Leiche gefunden wird, ist ihnen klar, dass Lukas und die Frau, die sie als Judith kennengelernt hatten, ein und dieselbe Person sind. Sofort wird ein Einsatzkommando zu Homanns Wohnung geschickt. Batic und Leitmayr gelingt es, Lukas Homann zu überwältigen. Dieser gibt nun an, zwar eine Frau sein zu wollen, aber es nicht ertragen zu können, von Männern angefasst zu werden. „Darum habe er sie umgebracht.“ Seine Schwester hatte vor Jahren einen Unfall und da ihr Vater ihm das nicht geglaubt hatte, hat er so getan, als ob sie noch leben würde.

## Hintergrund
Die Dreharbeiten zu diesem Tatort erfolgten vom Bayerischen Rundfunk in Zusammenarbeit mit Bavaria Film in München und der Umgebung von München. Der Titelsong „Urban Desire“ wurde von J.J. Gerndt komponiert und von Eric Brodka gesungen.

## Rezeption

### Einschaltquoten
Die Erstausstrahlung von Liebe, Sex, Tod am 6. April 1997 wurde in Deutschland von 9,62 Millionen Zuschauern gesehen und erreichte einen Marktanteil von 29,02 Prozent für Das Erste.

### Kritiken
Die Kritiker der Fernsehzeitschrift TV-Spielfilm meinen: „Ein bisserl konfus, doch amüsant verrucht.“

„Peter Fratzscher ('Wolffs Revier') inszenierte diesen weniger leichtgewichtigen Beitrag zum Zeitthema das Singletum (der Großstädter), das ja sonst ausschließlich in Komödien kursiert. […] Nicht zu übersehen: ein bisschen abgekupfert wird auch in diesem BR-'Tatort', vor allem bei 'Schweigen der Lämmer.'“